# Питомий коефіцієнт поглинання електромагнітної енергії
Питомий коефіцієнт поглинання електромагнітної енергії (англ. Specific absorption rate, англ. SAR) — показник, що визначає енергію електромагнітного поля, що виділяється в тканинах тіла людини за одну секунду.

## Загальний опис
Даним показником, зокрема, вимірюють величину шкідливого впливу мобільних телефонів на людину. Чим менше це значення, тим менший вплив і, відповідно, більш безпечний телефон. Варто врахувати, що SAR вимірюється за максимальної потужності роботи телефону. На практиці ж коефіцієнт часто буває нижче, оскільки в зонах з гарною якістю зв'язку телефону не потрібно працювати на повну потужність. Європейське законодавство зобов'язує виробників і торговців обладнання постачати на ринок тільки безпечну продукцію. Тому головним інструментом, який підтверджує відповідність вимогам законодавства, є узгоджені стандарти.
Одиницею вимірювання SAR є ват на кілограм.
- В ЄС допустиме значення випромінювання становить 2 Вт/кг для 10 грамів тканин.
- В Україні допустимий рівень SAR визначає стандарт ДСТУ EN 50360:2007 і складає, як і в Європі, 2 Вт/кг. В Україні пристрої випромінювання електромагнітної енергії сертифікує Український державний центр радіочастот.
- В США використовується інша система вимірювань, обмеження рівня SAR більш жорстке. Федеральне агентство зв'язку (англ. FCC) сертифікує лише ті стільникові апарати, SAR яких не перевищує 1,6 Вт/кг для 1 грама тканин.
- Росія має власну систему вимірювання потужності випромінювання, що визначається у ваттах на квадратний сантиметр.

Зазначені норми зазвичай виконуються, оскільки таких рівнів SAR сягає у випадку, коли мобільний телефон знаходиться на значній відстані (понад 10 км) від базової станції і працює з максимальною потужністю випромінювання. Проте відомий випадок, коли за результатами випробувань мобільного телефону торгової марки SAMSUNG у Нідерландах значення SAR значно (2,7-2,9 Вт/кг) перевищували норму і з торгівлі виробником добровільно було вилучено 140 тисяч апаратів.